# Rue Stadíou
La rue Stadíou (en grec moderne : Οδός Σταδίου, « rue du stade ») est une des principales rues d'Athènes. 

## Situation et accès
Elle relie la Place Omónia à la Place Sýntagma et longe la place Klafthmónos (Πλατεία Κλαυθμώνος, en français « place de la Lamentation », nommée ainsi car elle était le lieu de rassemblement des fonctionnaires grecs au XIXe siècle, licenciés après chaque élection.
C'est aussi la rue des cinémas avec par exemple l'Attikón.

## Origine du nom
Elle porte le nom de «Οδός Σταδίου», en français « rue du stade », du nom du stade panathénaïque que cette rue devait relier à l'origine.

## Historique
Cette rue a été rebaptisée officiellement après la Seconde Guerre mondiale « avenue Churchill », du nom de l'ancien Premier ministre britannique, mais cette dénomination n'est jamais utilisée. 

## Bâtiments remarquables et lieux de mémoire
Les principaux bâtiments de Stadíou sont la Banque de Grèce et le Musée national historique, ancien Parlement grec jusqu'en 1932.